# Touit
Genre
Le genre Touit regroupe des espèces d'oiseaux appartenant à la famille des Psittacidae.

## Liste des espèces existantes
D'après la classification de référence (version 2.2, 2009) du Congrès ornithologique international (ordre phylogénique) :
- Touit batavicus – Toui à sept couleurs
- Touit huetii – Toui de Huet
- Touit costaricensis – Toui du Costa Rica
- Touit dilectissimus – Toui à front bleu
- Touit purpuratus – Toui à queue pourprée
- Touit melanonotus – Toui à dos noir
- Touit surdus – Toui à queue d'or
- Touit stictopterus – Toui tacheté